# SCH (rapper)
SCH, pseudonimo di Julien Schwarzer (Marsiglia, 6 aprile 1993), è un rapper francese.

## Biografia
Figlio di un'infermiera francese e di un camionista tedesco, inizia ad avvicinarsi al rap da adolescente ispirato dalla musica di artisti quali Eminem e 50 Cent. Comincia a rappare intorno ai 13 anni e negli anni successivi pubblica i primi lavori sul suo blog con il nome Schneider, successivamente stilizzato in Sch (o SCH).
Tra 2014 e 2015 affina il proprio stile e pubblica una serie di singoli su YouTube (tra cui Mardi gras e Massimo) e viene notato dal rapper Lacrim, star del rap francese, che lo vuole sul proprio mixtape R.I.P.R.O. vol. 1: Sch diventa l'artista rap emergente più seguito in Francia.
A novembre 2015 pubblica il suo attesissimo lavoro d'esordio, il mixtape A7, con cui raggiunge il doppio platino nel giro di sei mesi (più di 200 000 esemplari venduti tra copie fisiche e streaming).
A maggio 2016 Sch, ormai uno degli artisti più in vista nel panorama musicale francese, pubblica l'album ufficiale Anarchie sotto etichetta Def Jam France/Universal e ottiene il disco di platino. Il disco, interamente prodotto da DJ Kore, vede un'unica collaborazione con altri rapper: la traccia Cartine Cartier (uno dei singoli ufficiali) realizzata insieme al milanese Sfera Ebbasta (successivamente inserita anche nell'album omonimo di quest'ultimo, uscito a settembre dello stesso anno) e coprodotta insieme al producer milanese Charlie Charles.
Il 5 aprile 2017 annuncia l'uscita del suo nuovo album, dal titolo Deo Favente, prevista per il 5 maggio. L'album, uscito sotto etichetta Capitol/Universal, diventa disco d'oro in meno di un mese e a settembre raggiunge il platino. A dicembre Sch diventa testimonial Adidas per il lancio delle nuove sneaker Prophere.
A gennaio 2018 Sch fonda la propria etichetta dal nome Maison Baron Rouge, che lavorerà in collaborazione con Rec. 118 (label facente parte di Warner Music France).
A settembre 2018 realizza un'importante collaborazione internazionale con i rapper tedeschi Farid Bang, Capo e il rapper americano 6ix9ine sulla traccia International Gangstas. Il 19 ottobre invece pubblica il suo terzo lavoro ufficiale, dal titolo JVLIVS; le tracce sono prodotte da Katrina Squad mentre nella tracklist compaiono degli interludi recitati da José Luccioni, doppiatore di Al Pacino in francese. L'uscita dell'album è anticipata dalla pubblicazione su YouTube di un cortometraggio intitolato Absolu Tome 1 ispirato all'immaginario dell'album: Sch interpreta Julius, criminale marsigliese di origini siciliane che torna in Sicilia per sistemare dei dissidi all'interno del suo clan a seguito della morte del padre Otto, boss rimasto ucciso. Otto è anche il vero nome del padre di Sch, deceduto nel 2017. Jvlivs viene certificato disco d'oro francese in meno di un mese.

## Stile ed influenze
Sch ha uno stile che si rifà molto al gangsta rap e al mafioso rap, in quanto nei suoi testi interpreta spesso personaggi che hanno a che fare con il crimine organizzato, la vendita di armi e droga e che vivono nel lusso, anche se con un'immagine diversa rispetto ai canoni classici e, anzi, molto androgina accompagnata da un'aura tenebrosa. Inoltre ci sono frequenti riferimenti a opere cinematografiche e serie televisive come Gomorra (ad esempio, uno dei suoi video più celebri è girato alle Vele di Scampia ed è intitolato proprio Gomorra). Non mancano comunque alcuni pezzi più introspettivi e generalmente i suoi testi sono pervasi da una malinconia di fondo. Stilisticamente la sua musica è caratterizzata da strumentali trap e forte uso di autotune per rendere il tutto più melodico; lo stile di Sch è reso riconoscibile da un uso particolare dell'intonazione di voce, molto cupa e graffiata.

## Discografia

### Album in studio
- 2016 – Anarchie
- 2017 – Deo Favente
- 2018 – Jvlius
- 2019 – Rooftop
- 2021 – Jvlius II
- 2024 – Jvlius Prequel: Giulio
- 2024 – Jvlius III

### Mixtape
- 2015 – A7
- 2022 – Autobahn

### Singoli
- 2014 – Gangrene
- 2014 – La Mallette
- 2014 – On fait pas ça remix
- 2014 – TITVS
- 2014 – Mardi graas
- 2015 – Champs-Élysées
- 2015 – Morpheus
- 2015 – A7
- 2015 – Liquide (feat. Lacrim)
- 2015 – Gomorra
- 2016 – Anarchie
- 2016 – Dix-neuf
- 2016 – Je la connais
- 2016 – Cartine Cartier (feat. Sfera Ebbasta)
- 2016 – Allô maman
- 2016 – 6.45i
- 2017 – Comme si
- 2017 – Poupée russe
- 2017 – MAC 11
- 2017 – Nino Brown
- 2018 – Mort de rire
- 2018 – Otto
- 2018 – Pharmacie
- 2019 – Haut Standing
- 2019 – R.A.C.
- 2019 – Ça ira
- 2020 – American Airlines (con Sofiane)
- 2021 – Marché noir
- 2021 – Loup noir
- 2021 – Sapapaya (con L'Algérino e Jul)
- 2024 – Tiki taka (con Soolking)
- 2024 – Cannelloni
- 2024 – Stigmates
- 2024 – La pluie

### Collaborazioni
- 2020 – Bande Organisée (13'Organisée feat. SCH, Jul, Kofs, Naps, Soso Maness)
- 2021 – Les derniers marioles (Soso Maness feat. SCH)